# Bessi Veleifsson
Bessi Veleifsson (o Bersi, n. 935), también conocido por su apodo Hólmgöngu-Bersi, fue un vikingo y bóndi de Túngufell, Árnessýsla en Islandia. Era hijo de Veleifur Þorgeirsson. Es un personaje de la saga de Laxdœla, y saga de Kormák. Solo se conoce un hijo fruto de su primer matrimonio, Ásmundur Bessason (n. 965). De su segunda relación con Steingerður Þorkelsdóttir, se desconoce su genealogía y descendencia, si hubo.